# Matthew Nable
Matthew Nable, né le 8 mars 1972, est un acteur , scénariste et realisateur australien. Ancien joueur de rugby à XIII dans les années 1990, il s'est reconverti dans le cinéma. Il est principalement connu pour les rôles dans Riddick en 2013 et Ra's al Ghul dans la série télévisée Arrow.

## Biographie
Le 4 septembre 2014, Stephen Amell l'interprète d'Oliver Queen annonce sur sa page Facebook que Matthew Nable rejoint la distribution dans le rôle de Ra's al Ghul.

## Filmographie

### Films
- 2007 : The Final Winter (en) : Mick "Grub" Henderson
- 2011 : Killer Elite - Pennock
- 2013 : Riddick : Boss Johns
- 2014 : Son of a Gun : Sterlo
- 2015 : Superhero Fight Club : Ra's al Ghul (court-métrage)
- 2016 : Tu ne tueras point : Lieutenant Cooney
- 2016 : Incarnate : Dan Sparrow
- 2020 : The Dry : Grant Doe
- 2023 : Sniper redemption : Johnny

### Séries
- 2011 : East West 101 (en) : Travis (7 épisodes)
- 2012 : Bikie Wars: Brothers in Arms : William "Jock" Ross
- 2012 : Underbelly: Badness : Sergent Gary Jubelin (5 épisodes)
- 2012 : Bikie Wars: Brothers in Arms : Jock Ross (6 épisodes)
- 2014 - 2015 : Arrow : Ra's al Ghul (Saison 3/10 épisodes, récurrent)
- 2015 : Winter (en) : Jake Harris (6 épisodes)
- 2015 : Gallipoli (en) : Sergent Harry Perceval (7 épisodes)
- 2016 : Legends of Tomorrow : Ra's al Ghul (Saison 1, invité)
- 2016 : Barracuda (en) : Frank Torma (4 épisodes, mini-série)
- depuis 2016 : Quarry : Thurston (5 épisodes)
- depuis 2016 : Hyde and Seek (en) : Gary Hyde (8 épisodes)
- 2018-2021: Mr Inbetween : Dave